# کمار سفلی
کمار سفلی یکی از روستاهای استان آذربایجان شرقی است که در دهستان دیزمار غربی بخش سیه‌رود شهرستان جلفا واقع شده‌است.این روستا ۹۷۴ نفر جمعیت دارد.

## موقعیت جغرافیایی
این روستادارای مناطق گردشگری خدادادی(آبشار قاخ دیبی) و باغات بسیاری است. این روستا از شرق با روستای کمارعلیا و از غرب با روستای ویدیق از جنوب با ارتفاعات روستای کوهکمر از شمال نیز با روستای ایری سفلی  همسایه است که روستاهای همجوار مذکور از توابع مرند و جلفا محسوب می‌شوند روستای کمار سفلی علیرغم داشتن مشکلات و  محرومیت های زیاد، اعم از رفاهی و آموزشی، توانسته از اواسط دهه هشتاد جمعیت خود را حفظ نماید و امروزه حتی شاهد افزایش جمعیت و همچنین مهاجرت معکوس هستیم که بندرت شاهد چنین امری در سال های اخیر بودیم.